# Remington Модель 750
Remington Модель 750 самозарядна гвинтівка, яка є наступником перших самозарядних гвинтівок Remington Модель 740, Remington Модель 742 та Remington Модель 7400. Виробництво було розпочато в 2006 році і було припинено в 2015 році.
Доступні магазини об'ємом до 10 набоїв.

## Варіанти
Гвинтівку було представлено в 2006 році, з того часу Модель 750 пропонують в двох варіантах.
Model 750 Woodsmaster
Представлено в 2006 році. Woodsmaster має покращену систему відведення порохових газів, горіхові приклад і цівку. Вона також має поворотні шпильки для кріплення ременя.
Model 750 Synthetic
Модель Synthetic було представлено в 2007 році, вона схожа на Woodsmaster окрім того, що приклад та цівка синтетичні. Деякі версії мають прикріплені магазини.